# Cordillère Centrale (Colombie)
Pour les articles homonymes, voir Cordillère Centrale.
La cordillère Centrale est l'une des trois branches de la cordillère des Andes en Colombie. Son sommet le plus élevé est le Nevado del Huila avec 5 364 m d'altitude.

## Géographie
Orientée nord-sud, la cordillère Centrale est séparée de la cordillère Occidentale par les vallées du río Cauca et du río Patía et de la cordillère Orientale par la vallée du río Magdalena.
Au sud, elle débouche sur les nœuds d'Almaguer, où est faite la jonction avec la cordillère Orientale, et de Los Pastos, où elle rejoint la cordillère Occidentale.
Au nord, la cordillère Centrale se termine par la serranía de San Lucas.
Les départements traversés par la cordillère Centrale sont, du sud au nord : Nariño, Cauca, Valle del Cauca, Huila, Quindío, Risaralda, Caldas, Antioquia et Bolívar.

### Principaux sommets

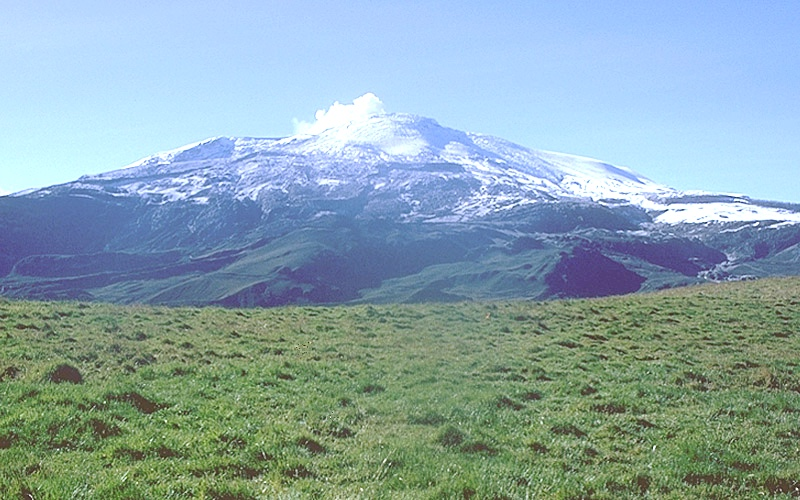
Nevado del Ruiz.

- Nevado del Huila (5 750 m), point culminant des Andes en Colombie
- Nevado del Ruiz (5 321 m)
- Nevado del Tolima (5 216 m)
- Nevado del Quindío (5 150 m)
- Santa Isabel (4 965 m)
- Nevado el Cisne (4 800 m)
- Puracé (4 646 m)
- Pan de Azúcar (4 670 m)

### Hydrographie
- Río Magdalena
  - Río La Miel
  - Río Cauca
    - Río Otún
    - Río Nechí
      - Río Medellín

    - Río Cali
- Río Caquetá
- Río Patía

## Zones protégées

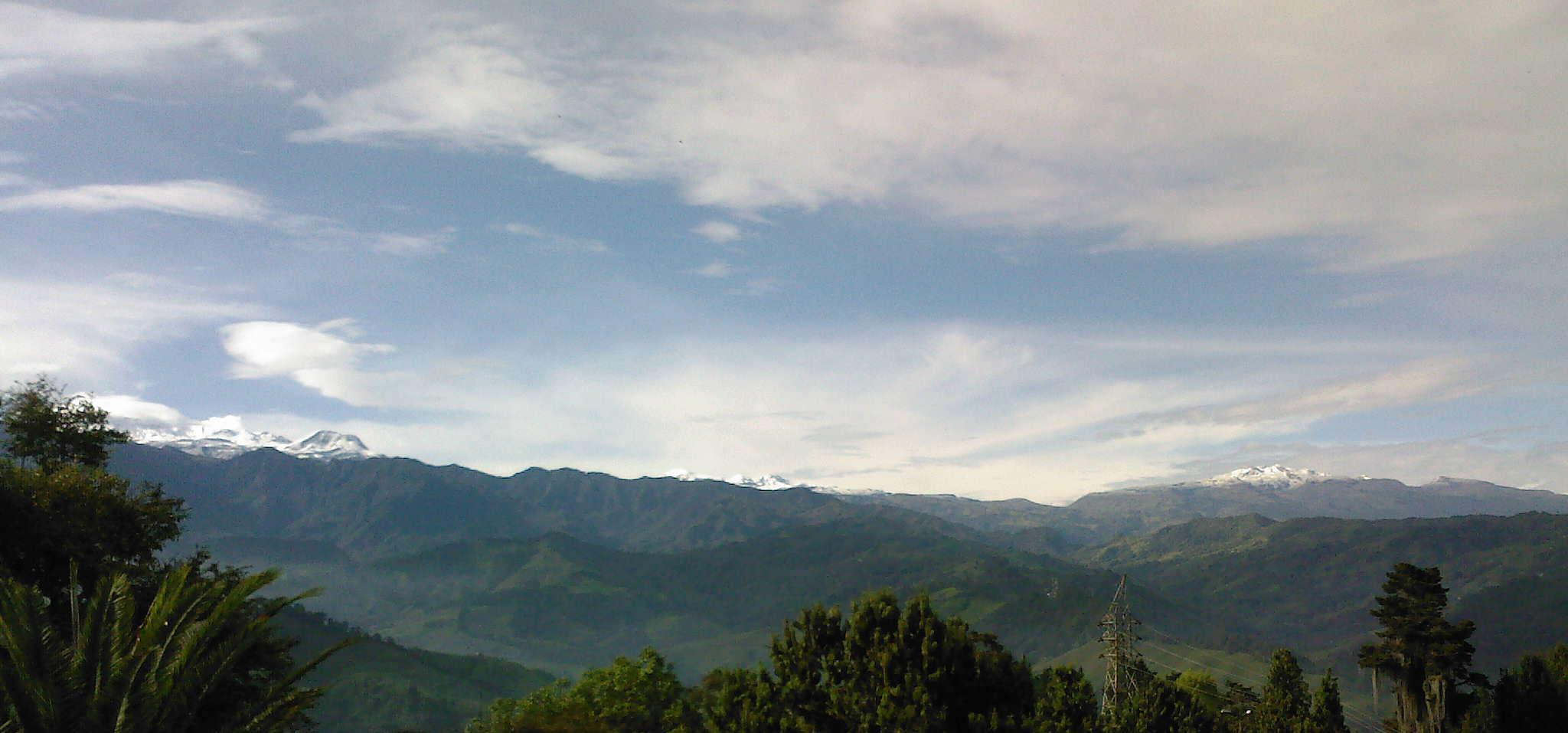
Parc national de Los Nevados.

- Parc national naturel de Los Nevados
- Parc national naturel de Las Hermosas
- Parc national naturel du Nevado del Huila
- Parc national naturel de Puracé
- Parc national naturel Selva de Florencia
- Sanctuaire de faune et de flore d'Otún Quimbaya